# Örgrundet
Örgrundet is een Zweeds eiland behorend tot de Lule-archipel; het ligt  aan de zuidoostkant van het eiland Sandön. Het eiland heeft geen oeververbinding. Er zijn anno 2008 2 huizen, waarschijnlijk zomerwoningen.